# São Geraldo (Minas Gerais)
São Geraldo é um município brasileiro do estado de Minas Gerais localizado na Mesorregião da Zona da Mata e na Microrregião de Ubá. Sua população recenseada em 2022 era de 10 282 habitantes. 

## História
Os primeiros habitantes da região da qual se tem conhecimento foram os índios Botocudos que vieram para a cidade, onde é a atual Piedade .
A origem da cidade está principalmente ligada à estação da Estrada de Ferro Leopoldina, inaugurada em 1880 e denominada Estação de São Geraldo em homenagem ao Barão de São Geraldo (título em referência à Serra de São Geraldo).
Em 21 de dezembro e 1948 o município de São Geraldo consegue sua emancipação do município de Visconde do Rio Branco.

## Origem do Nome São Geraldo
Embora adotado em 1880 para a nova estação de estrada de ferro, em homenagem ao Barão de São Geraldo (Dr. José Joaquim Álvares dos Santos Silva - Secretario da Estrada de Ferro Leopoldina), o nome São Geraldo tem origem bem mais antiga, quando aplicado a localidade e a região. Com efeito, nas sesmarias concedidas nos fins do século XVIII, já aparece o nome São Geraldo. O nome São Geraldo, portando, possui raízes bem mais profundas, ou seja, é anterior a localidade e nasceu da veneração que os desbravadores do Presídio votavam aqueles que tomavam como protetores durante suas viagens pela região ainda inóspita.

## Emancipação
Em 1943, um movimento presidido pelo médico e industrial Dr. Oswaldo de Oliveira Duarte, tentou obter emancipação de São Geraldo. Na revisão de 31 de dezembro deste ano, porém, não conseguiram obter a tão sonhada emancipação.
Somente em 1948, renovou-se o movimento favorável à emancipação da Vila, sendo criado o Município de São Geraldo em 21 de dezembro desse ano, pelo artigo 80 da Lei estadual nº 336, instalando-se no dia 1º de janeiro de 1949. Coube ao Dr. José Teixeira Costa Filho, professor e advogado, ser o primeiro administrador do Município de São Geraldo. Foi ele nomeado intendente pelo Governo do Estado. Com eficiência, organizou a administração do novo município, entregando-o ao primeiro Prefeito eleito. Nas eleições de 6 de março de 1949, elegeram-se os primeiros Vereadores, Prefeito, Vice-Prefeito, Juiz de Paz e seus suplentes. Venceram as chapas do Partido Republicano, cabendo o cargo de Prefeito ao Sr. João Vicente Ferreira Filho e o Vice-Prefeito ao Sr. Braz Tristão da Silva. Comemora-se o aniversário da cidade em 27 de março, dia em que instala-se a 1ª Câmara de Vereadores do Município e a posse do primeiro Prefeito eleito. Em 2 de dezembro de 1952, foram feitas novas eleições no Município, vencendo a legenda do Partido Social Democrático. Elegeram-se o Prefeito Municipal, respectivamente Dr. Osvaldo de Oliveira Duarte e o Sr. José Francisco Teixeira. O Prefeito eleito não chegou a empossar-se, pois faleceu vítima de derrame cerebral às 22:40 horas do dia 6 de janeiro de 1953. Assim, a administração esteve sob a responsabilidade do Vice-Prefeito.

## Rodovias
- BR-120

## Ferrovias
- Linha de Caratinga da antiga Estrada de Ferro Leopoldina [7][8]

## Geografia
O município localiza-se na Zona da Mata. A cidade dista por rodovia 254 km da capital Belo Horizonte. Seu território apresenta área de 187,39 km².
A altitude da sede é de 380 m, possuindo como ponto culminante a altitude de 909 m na Serra de Santa Maria. O município localiza-se nas terras altas que servem de divisor de águas entre duas importantes bacias hidrográficas: a bacia do rio Paraíba do Sul e a bacia do rio Doce.
| Dados climatológicos para São Geraldo                          | Dados climatológicos para São Geraldo | Dados climatológicos para São Geraldo | Dados climatológicos para São Geraldo | Dados climatológicos para São Geraldo | Dados climatológicos para São Geraldo | Dados climatológicos para São Geraldo | Dados climatológicos para São Geraldo | Dados climatológicos para São Geraldo | Dados climatológicos para São Geraldo | Dados climatológicos para São Geraldo | Dados climatológicos para São Geraldo | Dados climatológicos para São Geraldo | Dados climatológicos para São Geraldo |
| Mês                                                            | Jan                                   | Fev                                   | Mar                                   | Abr                                   | Mai                                   | Jun                                   | Jul                                   | Ago                                   | Set                                   | Out                                   | Nov                                   | Dez                                   | Ano                                   |
| -------------------------------------------------------------- | ------------------------------------- | ------------------------------------- | ------------------------------------- | ------------------------------------- | ------------------------------------- | ------------------------------------- | ------------------------------------- | ------------------------------------- | ------------------------------------- | ------------------------------------- | ------------------------------------- | ------------------------------------- | ------------------------------------- |
| Temperatura máxima média (°C)                                  | 31                                    | 31,7                                  | 30,3                                  | 28,4                                  | 26,8                                  | 26,1                                  | 26                                    | 27,4                                  | 27,9                                  | 28,7                                  | 29,1                                  | 29,2                                  | 28,5                                  |
| Temperatura média (°C)                                         | 25,2                                  | 25,6                                  | 24,5                                  | 22,4                                  | 20,2                                  | 19                                    | 18,8                                  | 20,1                                  | 21,5                                  | 23,1                                  | 23,8                                  | 23,9                                  | 22,3                                  |
| Temperatura mínima média (°C)                                  | 19,5                                  | 19,5                                  | 18,7                                  | 16,4                                  | 13,7                                  | 11,9                                  | 11,6                                  | 12,8                                  | 15,2                                  | 17,5                                  | 18,5                                  | 18,6                                  | 16,1                                  |
| Precipitação (mm)                                              | 205                                   | 155                                   | 131                                   | 55                                    | 31                                    | 19                                    | 17                                    | 14                                    | 45                                    | 116                                   | 189                                   | 256                                   | 1 233                                 |
| Fonte: Climate-data.org (médias de temperatura e precipitação) |                                       |                                       |                                       |                                       |                                       |                                       |                                       |                                       |                                       |                                       |                                       |                                       |                                       |

## Cultura, lazer e patrimônio
As raízes históricas de São Geraldo remontam ao período do desbravamento da região. Portugueses, franceses, negros e os índios Coroados, Caetés e Cropós fazem parte de nossa colonização.
Dessa mistura étnica e da herança religiosa surgiu nossa diversidade cultural como: festas religiosas, folclóricas e outras.
Com o passar dos anos algumas dessas festas vem desaparecendo e deixando um vazio em nossa herança cultural.
Dos Bandeirantes e colonizadores europeus, herdamos as festas de caráter religioso:
- Festa de São Sebastião, padroeiro da cidade, ocorre dia 20 de janeiro e tem um grande envolvimento popular, incluindo a Cavalhada.
- Semana Santa, festa com data móvel, ocorre no Adro da Igreja de São Geraldo. É onde acontece o Encontro e Paixão e Morte do Cristo,
- Nossa Senhora Aparecida, dia 12 de outubro, quando se realiza romaria e missa na Gruta da “Santinha” e encontro de Cavaleiros.
- Festa Junina, os “arraiás” com comidas típicas e quadrilhas.
- Festa de Santo Antônio, Nossa Senhora do Rosário, Santo Expedito no Distrito de Monte Celeste.

Dos negros, escravos, herdamos as festas de caráter folclórico/típico:
- Carnaval, festa com data móvel, com desfiles de escolas de samba, blocos e carnaval de rua.
- Folias de Reis e Congados.

Caráter Cívico:
- Aniversário da Cidade, no dia 27 de março, com eventos esportivos, cívicos e desfile de nossa Fanfarra Mirim da Escola Padre Geraldo Breyer.

Outras festas e atividades culturais:
- Festa Country e São geraldense ausente, entre os meses de julho e agosto.
- Semana da Cultura, realizada entre os meses de agosto e setembro.

Bens Tombados
No nosso município nós temos 02 (dois) bens tombados:
- Prédio da estação ferroviária – nele está representado boa parte da história de nossa cidade e de nosso povo.
- Busto do Dr. Oswaldo de Oliveira Duarte – personagem que marcou o desenvolvimento de nosso município.

## Demografia
Dados do Censo - 2010
- População total: 10.282
- Urbana: 7.270
- Rural: 2.993
- Homens: 5.089
- Mulheres: 5.193

Densidade demográfica (hab./km²): 55,30
Mortalidade infantil até 1 ano (por mil): 20,83
Expectativa de vida (anos): 71,2
Taxa de fecundidade (filhos por mulher): 2,5
Taxa de alfabetização: 96,8%
Índice de Desenvolvimento Humano (IDH-M): 0,732
- IDH-M Renda: 0,634
- IDH-M Longevidade: 0,769
- IDH-M Educação: 0,792

(Fonte: PNUD/2000)

## Economia
A economia local baseava-se principalmente na plantação de cana e café, mas a erradicação dos cafezais, a falência da Usina de açúcar de Visconde do Rio Branco e a suspensão do tráfego da estrada de ferro trouxeram desequilíbrio econômico ao município. A economia vem sendo restaurada baseando-se na criação de aves, gado de corte, fabricação de móveis, produção de laticínios e extração mineral.[carece de fontes?]